# Lewis J. Rachmil
Lewis J. Rachmil est un chef décorateur, directeur artistique et producteur de cinéma et de télévision américain, né le 3 juillet 1908 à New York (État de New York), mort le 19 février 1984  à Beverly Hills (Californie).

## Biographie
Lewis J. Rachmil débute au cinéma comme décorateur de plateau, chef décorateur ou directeur artistique (excepté deux films comme assistant-réalisateur), sur soixante-cinq films américains sortis de 1934 à 1941. Pour l'un d'eux, Une petite ville sans histoire de Sam Wood (1940, avec William Holden et Martha Scott), il obtient en 1941 une nomination à l'Oscar de la meilleure direction artistique.
Puis il entame une seconde carrière de producteur, contribuant ainsi à soixante-sept films (majoritairement américains, plus quelques-uns britanniques) de 1941 à 1973, dont de nombreux westerns (déjà durant sa première période), après quoi il se retire quasiment. Toutefois, il produit encore deux derniers films sortis en 1984 (année de sa mort) et réalisés par Herbert Ross, Footloose (avec Kevin Bacon et Lori Singer) et Protocol (avec Goldie Hawn et Chris Sarandon).
Parmi ses autres films notables comme producteur, citons Désirs humains de Fritz Lang (1954, avec Glenn Ford et Gloria Grahame), Le Souffle de la violence de Rudolph Maté (1955, avec Glenn Ford et Barbara Stanwyck) et L'Infaillible Inspecteur Clouseau de Bud Yorkin (1968, avec Alan Arkin dans le rôle-titre). 
À la télévision, Lewis J. Rachmil est producteur pour trois séries, dont Hopalong Cassidy (1952, avec William Boyd dans le rôle-titre) et Men into Space (en) (1959-1960, avec William Lundigan).

## Filmographie partielle

### Au cinéma
(films américains, sauf mention contraire)

#### Comme décorateur de plateau ou chef décorateur
- 1935 : Northern Frontier de Sam Newfield
- 1940 : Trois hommes du Texas (Three Men from Texas) de Lesley Selander
- 1941 : Dans le vieux Colorado (en) (In Old Colorado) d'Howard Bretherton
- 1941 : L'Aventure en Eldorado (Doomed Caravan) de Lesley Selander

#### Comme directeur artistique
- 1936 : Call of the Prairie (en) d'Howard Bretherton
- 1936 : The Mine with the Iron Door (en) de David Howard
- 1936 : Federal Agent de Sam Newfield
- 1937 : Secret Valley (en) d'Howard Bretherton
- 1937 : The Barrier de Lesley Selander
- 1938 : Rawhide de Ray Taylor
- 1938 : La Revanche de Tarzan (Tarzan's Revenge) de D. Ross Lederman
- 1938 : The Mysterious Rider de Lesley Selander
- 1938 : Sérénade sur la glace (Breaking the Ice) d'Edward F. Cline
- 1939 : Bataille rangée (Range War) de Lesley Selander
- 1939 : Fisherman's Wharf de Bernard Vorhaus
- 1939 : Le Cavalier de l'Arizona (Silver on the Sage) de Lesley Selander
- 1939 : Everything's on Ice d'Erle C. Kenton
- 1940 : Une petite ville sans histoire (Our Town) de Sam Wood
- 1940 : The Showdown (en) d'Howard Bretherton
- 1941 : Pirates à cheval (Pirates on Horseback) de Lesley Selander

#### Comme producteur

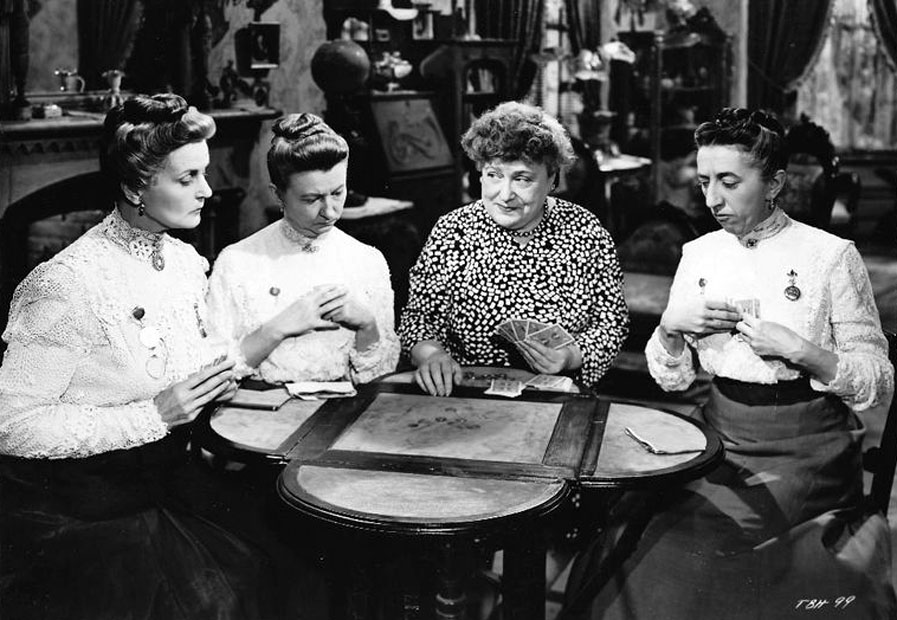
De g. à d. : Moyna MacGill, Irene Ryan, Florence Bates et Margaret Hamilton, dans L'Archange de Brooklyn (1948)

- 1941 : Terreur sur la ville (en) (Wide Open Town) de Lesley Selander
- 1942 : Far West (American Empire) de William C. McGann
- 1942 : La Reine de l'argent (Silver Queen) de Lloyd Bacon
- 1942 : Le Canyon perdu (Lost Canyon) de Lesley Selander
- 1943 : La Loi du Far West (The Woman of the Town) de George Archainbaud
- 1943 : La Vallée infernale (Buckskin Frontier) de Lesley Selander
- 1943 : Le Cavalier du Kansas (The Kansan) de George Archainbaud
- 1944 : Forty Thieves de Lesley Selander
- 1944 : La Terreur de l'Ouest (Mystery Man) de George Archainbaud
- 1947 : Le Mystérieux Visiteur (Unexpected Guest) de George Archainbaud
- 1948 : The Girl from Manhattan d'Alfred E. Green
- 1948 : L'Archange de Brooklyn (Texas, Brooklyn and Heaven) de William Castle
- 1950 : Bunco Squad (en) d'Herbert I. Leeds
- 1951 : The Whip Hand (en) de William Cameron Menzies
- 1952 : Androclès et le Lion (Androcles and the Lion) de Chester Erskine et Nicholas Ray
- 1953 : Gun Fury de Raoul Walsh
- 1954 : Désirs humains (Human Desire) de Fritz Lang
- 1955 : Coincée (Tight Spot) de Phil Karlson
- 1955 : Le Souffle de la violence (The Violent Men) de Rudolph Maté
- 1956 : Représailles (Reprisal !) de George Sherman
- 1956 : Over-Exposed de Lewis Seiler
- 1957 : Les Frères Rico (The Brothers Rico) de Phil Karlson
- 1959 : Gidget de Paul Wendkos
- 1963 : Les Rois du soleil (Kings of the Sun) de J. Lee Thompson
- 1964 : Mission 633 (633 Squadron) de Walter Grauman (film britannique)
- 1965 : Le démon est mauvais joueur (Return from the Ashes) de J. Lee Thompson (film britannique)
- 1965 : A Rage to Live de Walter Grauman
- 1966 : Hawaï (Hawaii) de George Roy Hill
- 1968 : L'Infaillible Inspecteur Clouseau de Bud Yorkin (film britannique)
- 1969 : Opération V2 (Mosquito Squadron) de Boris Sagal (film britannique)
- 1970 : Hell Boats de Paul Wendkos
- 1973 : Trader Horn, l'aventurier (Trader Horn) de Reza Badiyi
- 1984 : Footloose d'Herbert Ross

#### Autres fonctions
- 1933 : Carnival Lady d'Howard Higgin (assistant réalisateur)
- 1949 : Crépuscule (Without Honor) d'Irving Pichel (directeur de production)
- 1950 : Sables mouvants (Quicksand) d'Irving Pichel (directeur de production)
- 1953 : La Belle du Pacifique (Miss Sadie Thompson) de Curtis Bernhardt (assistant de production)

### À la télévision (séries)
(comme producteur)
- 1952 : Hopalong Cassidy
  - Saison un, 12 épisodes
- 1959-1960 : Men into Space
  - Saison unique, 38 épisodes (intégrale)

## Récompenses et distinctions
Nominations
- 1941 : Oscar de la meilleure direction artistique, catégorie noir et blanc, pour Une petite ville sans histoire.